# Jaligny-sur-Besbre
Jaligny-sur-Besbre település Franciaországban, Allier megyében. Lakosainak száma 556 fő (2022. január 1.). Jaligny-sur-Besbre Châtelperron, Chavroches, Thionne és Treteau községekkel határos.

## Népesség
A település népességének változása:
| Lakosok száma | 827  | 767  | 762  | 652  | 598  | 599  | 575  | 559  | 554  | 556  |
|               | 1968 | 1982 | 1990 | 2006 | 2013 | 2015 | 2017 | 2019 | 2020 | 2022 |